# District d'Unterklettgau
Le district d'Unterklettgau est un ancien district suisse, situé dans le canton de Schaffhouse.

## Communes
- Hallau
- Oberhallau
- Trasadingen
- Wilchingen